# 260 v.Chr.
Het jaar 260 v.Chr. is een jaartal volgens de christelijke jaartelling. 

## Gebeurtenissen

### Azië
- Begin van de Tweede Syrische Oorlog, Efeze en Milete aan de Ionische kust komen
- De Indiase koning Asoka bekeert zich tot het Boeddhisme (jaartal bij benadering)

### Innovatie
- Philon van Byzantium beschrijft in zijn boeken over mechanica voor het eerst het waterrad.

### Italië
- Slag bij Mylae: De Romeinse vloot onder Gaius Duilius verslaat de Carthagers dankzij de corvus.
- De stad Segesta wordt door de Romeinen veroverd en ingelijfd bij de Romeinse Republiek.

### Egypte
- De Griekse letterkundige Callimachus wordt bibliothecaris van de Bibliotheek van Alexandrië.

## Geboren
- Fu Sheng (~260 v.Chr. - ~170 v.Chr.), Chinese geleerde

## Overleden
- Euhemerus (~340 v.Chr. - ~260 v.Chr.), Grieks filosoof en schrijver (80)